# Federazione di rugby a 15 della Bulgaria
La Federazione Rugby XV della Bulgaria (in bulgaro Българска Федерация по Ръгби) è l'organo che governa il Rugby a 15 in Bulgaria.
Affiliata all'International Rugby Board, è inclusa fra le nazionali di terzo livello senza esperienze di Coppa del Mondo.